# Anna Mihalcea
Anna Mihalcea est une actrice française.

## Filmographie

### Cinéma

#### Longs métrages
- 2003 : La Demoiselle d'honneur de Claude Chabrol : Patricia
- 2005 : Avril de Gérald Hustache-Mathieu : Flora
- 2007 : Notre univers impitoyable de Léa Fazer : La journaliste
- 2008 : Comme les autres de Vincent Garenq : La mère chez le pédiatre
- 2011 : La Fin du silence de Roland Edzard : Eva
- 2015 : Africaine de Stéphanie Girerd : Alice
- 2020 : Louloute de Hubert Viel : Nathalie adulte
- 2024 : Le Fil de Daniel Auteuil : La jurée
- 2024 : Super Papa de Léa Lando : La remplaçante de Madame Lancia

#### Courts métrages
- 2004 : Juste un peu de réconfort... d'Armand Lameloise : Aude
- 2009 : Pina Colada d'Alice Winocour : Anna
- 2009 : Duty Calls de Sébastien Cirade : La nouvelle
- 2013 : Amoureux solitaires de Luc Battiston : Annie
- 2013 : I'm a Sharpener de Mahdi Lepart : Une cliente
- 2013 : Expiration de Cheng-Chui Kuo
- 2015 : Le bon wagon de Maud Forget : Nathalie
- 2016 : Je suis une rencontre de Guillaume Sentou : Une victime
- 2017 : On n'est pas des bêtes (?) de Guillaume Sentou : Valentine
- 2022 : Le Pompon de David Hourrègue : Sandra

### Télévision

#### Séries télévisées
- 2002 : La Famille Guérin : Ludivine Guérin
- 2002 : Fred et son orchestre : Laure
- 2005 : Femmes de loi : Sybille Deligne
- 2006 / 2008 : Équipe médicale d'urgence : Lucille Jeunemaître
- 2006 : Les Diablesses : Sylvie / Henriette
- 2007 : Rose et Val : Déborah
- 2008 : PJ : Mathilde
- 2008 : Chez Maupassant : La voisine
- 2009 : Suite noire : Elodie
- 2012 : Mafiosa : Milka Demazon
- 2013 : Candice Renoir : Sarah Delmas, dite Le Chat
- 2015 : Accusé : Amélie Ducasse
- 2017 : Section de recherches : Julie Fariot
- 2018 : Prof T. : Nathalie Raquin
- 2018 : A Musée vous, à musée moi : La servante
- 2021 : Germinal : La Mouquette
- 2023 : Bardot : Odette
- 2024 : Brocéliande : Alix

#### Téléfilms
- 2003 : Qu'elle est belle la quarantaine ! : Pauline
- 2003 : Changer tout ! d'Élisabeth Rappeneau : Julie
- 2005 : Faites le 15 d'Étienne Dhaene : Perrine Janvier
- 2008 : Ah ! la libido de Michèle Rosier : Sandy
- 2010 : Cigarettes et Bas nylon de Fabrice Cazeneuve : Ginou
- 2011 : L'Énergumène : Marthe Brossier
- 2018 : Un adultère de Philippe Harel : Morgane

## Doublage

### Cinéma
- 2022 : Double vice : voix additionnelles
- 2024 : Kraven the Hunter : ? (?)
- 2024 : Better Man : ? (?)

### Télévision
- 2022 : So Help Me Todd (en) : ? (?)

## Distinctions

### Récompense
- Festival de la fiction TV de La Rochelle 2007 : Révélation pour Les Diablesses[1]

### Nomination
- Molières 2023 : Molière de la révélation théâtrale Molière de la révélation féminine pour Les filles aux mains jaunes" de Michel Bellier, mise en scène Johanna Boyé